# Mzi
Mzi (georgiska: მზი) är en sjö i Georgien. Den ligger i den nordvästra delen av landet, i den autonoma republiken Abchazien. Mzi ligger 2 050 meter över havet.